# Fórmula 3

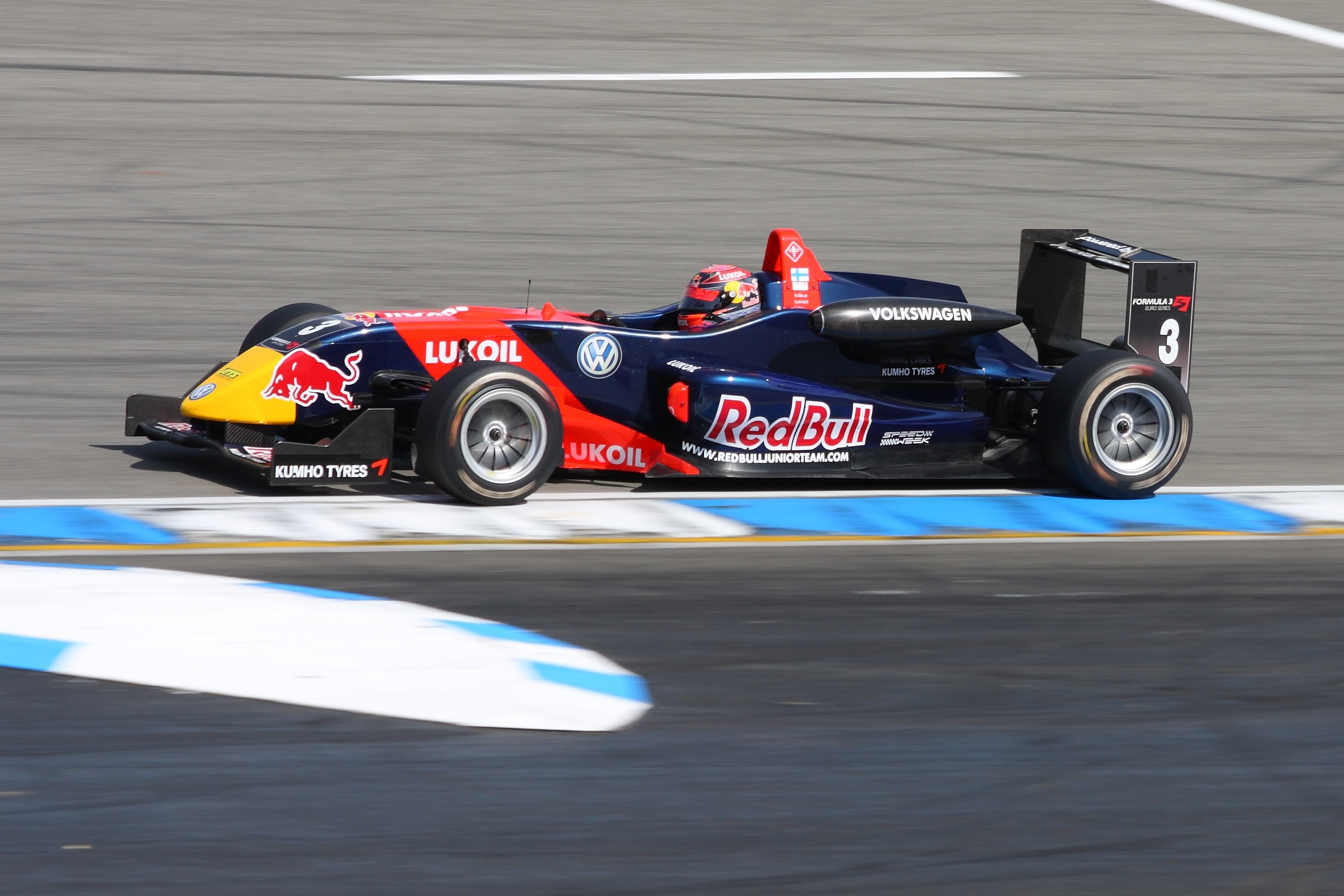
Carro de Fórmula 3 de 2009

A Fórmula 3, também chamada F3, é uma categoria de competição do automobilismo da classe dos monopostos. Os vários campeonatos realizados ao redor do mundo formam um passo importante para vários jovens pilotos. A categoria foi adotada pela FIA na década de 1950 sob o nome de Fórmula Júnior. Ela tem sido tradicionalmente considerada como o primeiro grande passo para a Fórmula 1, sendo uma de suas principais categorias de acesso.
A Fórmula 3 não é uma categoria barata, mas é considerado como um investimento fundamental na carreira de um jovem piloto. O sucesso na categoria pode levar diretamente à fórmulas mais altas, como Fórmula 2, ou mesmo a um teste ou corrida na Fórmula 1.
Muito pilotos de sucesso em categorias de alto nível já correram nas Fórmulas 3 do mundo inteiro, como por exemplo, Lewis Hamilton, Ayrton Senna, Jackie Stewart, Nelson Piquet, etc.

## Campeonatos pelo mundo

### Campeonatos Atuais
- Aos vencedores destas competições é atribuída a Superlicença da FIA, válida por 12 meses.[1]

| Campeonato                             | Zona/país                    | Anos atividade                    | Informação adicional                                          |
| Regulamento da FIA Formula 3           | Regulamento da FIA Formula 3 | Regulamento da FIA Formula 3      | Regulamento da FIA Formula 3                                  |
| -------------------------------------- | ---------------------------- | --------------------------------- | ------------------------------------------------------------- |
| Campeonato de Fórmula 3 da FIA         | Internacional                | 2019 - Hoje                       | Substituiu a GP3 Series e a Fórmula 3 Europeia da FIA em 2019 |
| Regulamento Antigo da FIA Formula 3    |                              |                                   |                                                               |
| Monoposto Racing Championship          | Reino Unido                  | 1977 - Hoje                       | Utiliza chassis Dallara de F3 de 2007 para frente             |
| Copa de Fórmula 3 Austriaca            | Áustria                      | 1982, 1984 - Hoje                 |                                                               |
| Fórmula 3 FIA da Zona Centro Europeia  | Europa Central               | 1994-2005, 2016 - Hoje            |                                                               |
| Campeonato de Fórmula Open Australiana | Austrália                    | 1999-2019, 2021 - Hoje            |                                                               |
| F2000 Italiana                         | Itália                       | 2014 - Hoje                       | Antigo Troféu Italiano de F2                                  |
| Regulamento da Euroformula             |                              |                                   |                                                               |
| Campeonato Euroformula Open            | Europa                       | 2009 - Hoje                       | Antigo Campeonato Espanhol de F3                              |
| Super Fórmula Lights                   | Japão                        | 2020 - Hoje                       | Antigo Campeonato Japonês de F3                               |
| Regulamento da GB3                     |                              |                                   |                                                               |
| Campeonato GB3                         | Reino Unido                  | 2016 - Hoje                       | Utiliza carros de Fórmula 4 modificados                       |
| Regulamento extra-FIA                  |                              |                                   |                                                               |
| Campeonato Chileno de Fórmula 3        | Chile                        | 1972–1974, 1976–2012, 2016 - Hoje | Não segue os regulamentos da FIA para a Fórmula 3             |

### Categorias Extintas
| Campeonato                                     | Zona/país           | Anos atividade                  |
| ---------------------------------------------- | ------------------- | ------------------------------- |
| Campeonato Alemão de Fórmula 3                 | Alemanha            | 1950-1953, 1971-2014            |
| Campeonato Britânico de Fórmula 3              | Reino Unido         | 1951-1961, 1964-2014            |
| Copa ARP/BRSCC de Fórmula 3                    | Reino Unido         | 1990-2010                       |
| Copa MSV de Fórmula 3                          | Reino Unido         | 2011-2021                       |
| Campeonato Italiano de Fórmula 3               | Itália              | 1958-1962, 1968-2012            |
| Campeonato Espanhol de Fórmula 3               | Espanha             | 2001-2008                       |
| Campeonato Francês de Fórmula 3                | França              | 1964-1973, 1978-2002            |
| Campeonato Belga de Fórmula 3                  | Bélgica             | 1964-1967                       |
| Campeonato Suíço de Fórmula 3                  | Suíça               | 1978-2008, 2014-2021            |
| Campeonato Sueco de Fórmula 3                  | Suécia              | 1964-1994, 1997-2000            |
| Campeonato Dinamarquês de Fórmula 3            | Dinamarca           | 1949-1966, 1976-1977            |
| Campeonato Norueguês de Fórmula 3              | Noruega             | 1999-2000                       |
| Campeonato Finlandês de Fórmula 3              | Finlândia           | 1958-1960, 1984-1986, 2000-2010 |
| Campeonato Russo de Fórmula 3                  | Rússia              | 1997-2002, 2008                 |
| Campeonato Grego de Fórmula 3                  | Grécia              | 1990-2002                       |
| Campeonato Turco de Fórmula 3                  | Turquia             | 1994-2006                       |
| Campeonato Soviético de Fórmula 3              | União Soviética     | 1960-1987                       |
| Campeonato Alemão Oriental de Fórmula 3        | Alemanha Oriental   | 1950-1958, 1964-1972            |
| Campeonato Escandinavo e Nórdico de Fórmula 3  | Escandinávia        | 1984-1985, 1992-2001            |
| Copa Zona Norte da Europa de Fórmula 3         | Europa Setentrional | 2008-2009                       |
| Campeonato de Fórmula 3 Europeia da FIA        | Europa              | 1975-1984                       |
| Fórmula 3 Euro Series                          | Europa              | 2003-2012                       |
| Campeonato Europeu de Fórmula 3 da FIA         | Europa              | 2012-2018                       |
| Troféu Internacional de Fórmula 3 da FIA       | Internacional       | 2011                            |
| Campeonato Japonês de Fórmula 3                | Japão               | 1979-2019                       |
| Campeonato Asiático de Fórmula 3               | Ásia                | 2001-2008                       |
| Fórmula 3 Sul-Americana                        | América do Sul      | 1987-2013                       |
| Campeonato Brasileiro de Fórmula 3             | Brasil              | 1989-1995, 2014-2017            |
| Campeonato Estadunidense de Fórmula 3          | Estados Unidos      | 2000-2001                       |
| Campeonato Mexicano de Fórmula 3               | México              | 1990-2002                       |
| Campeonato Internacional Mexicano de Fórmula 3 | México              | 1990-2003                       |
| Fórmula Lites                                  | Estados Unidos      | 2015                            |
| Fórmula Renault Eurocup                        | Europa              | 2019-2020                       |
| W Series                                       | Internacional       | 2019, 2021-2022                 |

### Provas especiais
| Prova                                     | Circuíto              | Zona/País     | Anos de Atividade                      | Campeonato               |
| ----------------------------------------- | --------------------- | ------------- | -------------------------------------- | ------------------------ |
| Grande Prémio de Macau                    | Circuito da Guia      | Macau         | 1983-2019 e 2023-Hoje                  |                          |
| Grande Prémio da Nova Zelândia            | Não Fixo              | Nova Zelândia | 2006-Hoje                              | Fórmula Regional Oceania |
| Grande Prémio de Pau                      | Circuito de Pau-Ville | França        | 1999–2006, 2011–2012, 2014–2019 e 2022 | Euroformula Open         |
| Masters da Fórmula 3                      | Zandvoort             | Países Baixos | 1991-2016                              |                          |
| Formula 3 Brazil Open                     | Interlagos            | Brasil        | 2010-2014                              |                          |
| Eastside 100                              | EuroSpeedway Lausitz  | Alemanha      | 2005-2006                              | Fórmula 3 Alemã          |
| Grande Prêmio de Mônaco (Fórmula 3)       | Mônaco                | Mónaco        | 1950, 1959–1997, 2005                  |                          |
| Korea Super Prix                          | Circuito de Changwon  | Coreia do Sul | 1999-2004                              |                          |
| Copa de Fórmula Três Europeia da FIA      | Não Fixo              | Europa        | 1985–1990, 1999–2004                   |                          |
| Liga Inter F3                             | Fuji                  | Japão         | 1990-1993                              |                          |
| Corrida de Apoio da F3 ao GP da Austrália | Albert Park           | Austrália     | 2006-2007                              |                          |
| Indy 300 F3 Challenge                     | Surfers Paradise      | Austrália     | 2008                                   |                          |
| Festival de Fórmula de Wakefield Park     | Wakefield Park        | Austrália     | 2017                                   |                          |
| Festival New Race                         | Zolder                | Bélgica       | 1999-2000                              |                          |
| Grande Prêmio de Fórmula 3 de Madras      | Madras                | Índia         | 1995, 1999                             |                          |
| Sardinia F3 Masters                       | Cagliari              | Itália        | 2003                                   |                          |
| Troféu Lady Wigram                        | Rupana Park           | Nova Zelândia | 2003-2004                              |                          |
| Corrida de Apoio da F3 ao GP do Japão     | Suzuka                | Japão         | 1988-1993                              |                          |
| Cellnet Superprix                         | Brands Hatch          | Reino Unido   | 1988                                   |                          |